# 格雷米亚斯科
格雷米亚斯科（義大利語：Gremiasco），是意大利亚历山德里亚省的一个市镇。总面积17.39平方公里，人口349人，人口密度20.1人/平方公里（2009年）。ISTAT代码为006083。